# Енцо Гроссі
Енцо Гроссі (італ. Enzo Grossi; 20 квітня 1908, Сан-Паулу, Бразилія — 11 серпня 1960, Корато, Італія) — італійський офіцер-підводник. Кавалер Лицарського хреста Залізного хреста.

## Біографія
Після закінчення військово-морської академії Гроссі отримав звання лейтенанта і був зарахований на флот. Згодом перейшов у підводний флот. З 1941 року командував підводним човном «Агостіно Барбаріго». 25 квітня 1942 року повідомив командування, що потопив американський лінкор класу «Каліфорнія». Після падіння режиму Муссоліні втік на Північ Італії і вступив у ВМС Італійської Соціальної Республіки.

## Нагороди
- Медаль «За військову доблесть» (Італія)
  - Срібна (24 вересня 1940)
  - Бронзова (червень 1941)
  - Бронзова (червень 1942)
  - 2 золоті нагороди були відкликані, оскільки Гроссі брехав про свої бойові успіхи[3].
- Хрест «За військову доблесть» (Італія) (1942)
- Залізний хрест (Третій Рейх)
  - 2-го класу
  - 1-го класу (11 вересня 1942)
- Лицарський хрест Залізного хреста (Третій Рейх) (7 жовтня 1942)